# Carabus gyllenhali
Carabus gyllenhali es una especie de insecto adéfago del género Carabus, familia Carabidae. Fue descrita científicamente por Schönherr en 1806.
Habita en Albania, Austria, Bielorrusia, Bulgaria, China, Croacia, Chequia, islas Faroe, Finlandia, Francia, Alemania, Gran Bretaña, Grecia, Hungría, Irlanda, Italia, Letonia, Moldavia, Corea del Norte, Noruega, Polonia, Rumania, Rusia, Serbia, Eslovaquia, Eslovenia, España, Suecia, Suiza, y Ucrania.